# Struthiopteris caudata
Struthiopteris caudata là một loài thực vật có mạch trong họ Blechnaceae. Loài này được (Baker) Maxon miêu tả khoa học đầu tiên năm 1930.